# شيرلين تشوبرا
شيرلين تشوبرا (بالإنجليزية: Sherlyn Chopra)‏ (عرفت سابقاً باسم مونا تشوبرا) هي عارضة أزياء وممثلة هندية.

## نشأتها
ولدت تشوبرا لأب مسيحي يعمل طبيباً وأم مسلمة. وحضرت مدرسة ستانلي الثانوية للبنات في حيدر آباد وكلية القديسة آن للبنات في سيكوندر آباد. وخلال تلك الفترة فازلت بلقب ملكة جمال أندرا براديش.

## الحياة المهنية
بدأت تشوبرا مهنتها بأدوار في أفلام بوليوودية صغيرة حيث ظهرت في أفلام مثل Time Pass وRed Swastik وGame. كما ظهرت لأول مرة في الأفلام التيلوغوية بفيلم A Film by Aravind. كانت تشوبرا أيضاً متسابقة في برنامج الواقع بيغ بوس وخرجت من البرناج في اليوم 27.
في يوليو 2012 أعلنت تشوبرا إنها ستظهر على غلاف مجلة بلاي بوي. كما أثارت الكثير من الجدل عندما نشرت صور عارية وشبه عارية لها على تويتر. نشرت صورها العارية أخيراً في عدد أغسطس 2014 من مجلة بلاي بوي.
تم اختيار تشوبرا لتقديم الموسم السادس من برنامج الواقع MTV Splitsvilla. وفي 13 ديسمبر 2013 أطلقت أغنيتها المنفردة "Bad Girl".

## قائمة الأفلام
| السنة | العنوان                           | الدور         | اللغة              | ملاحظات أخرى |
| ----- | --------------------------------- | ------------- | ------------------ | ------------ |
| 2002  | Vendi Mabbu                       | ديفيا         | التيلوغوية         |              |
| 2002  | University                        |               | التاميلية          |              |
| 2002  | Beeper                            | ناني الهندية  | الإنجليزية         |              |
| 2005  | A Film by Aravind                 | نيروباما      | التيلوغوية         |              |
| 2005  | Time Pass                         | جيني          | الهندية            |              |
| 2005  | Dosti: Friends Forever            | لينا بهاروتشا | الهندية            |              |
| 2006  | Jawani Diwani: A Youthful Joyride | مونا          | الهندية            |              |
| 2006  | Something Special                 | مونا          | التيلوغوية         |              |
| 2006  | Naughty Boy                       | سونيا         | الهندية            |              |
| 2007  | Game                              | تينا          | الهندية            |              |
| 2007  | Raqeeb                            |               | الهندية            |              |
| 2007  | Red Swastik                       | اناميكا/زينات | الهندية            |              |
| 2009  | Dil Bole Hadippa!                 | سونيا سالوجا  | الهندية            |              |
| 2014  | Kamasutra 3D                      | كاما ديفي     | الهندية/الإنجليزية |              |

## التلفزيون
| السنة | العنوان         | الدور   |
| ----- | --------------- | ------- |
| 2009  | Bigg Boss 3     | متسابقة |
| 2013  | MTV Splitsvilla | مضيفة   |

## الألبومات
| السنة | العنوان                         |
| ----- | ------------------------------- |
| 2007  | Outrageous-End of the Beginning |
| 2009  | Dard-e-Sherlyn                  |
| 2013  | Bad Girl ft. Ikka Singh         |

## وصلات خارجية
- شيرلين تشوبرا على موقع IMDb (الإنجليزية)
- شيرلين تشوبرا على موقع ألو سيني (الفرنسية)
- شيرلين تشوبرا على موقع أول موفي (الإنجليزية)
- شيرلين تشوبرا على موقع قاعدة بيانات الفيلم (الإنجليزية)
- شيرلين تشوبرا على موقع كينوبويسك (الروسية)